# Drei Mädchen in Madrid
Drei Mädchen in Madrid ist eine US-amerikanische Filmkomödie aus dem Jahr 1964 nach dem Roman Coins in the Fountain von John H. Secondan. Die Komödie ist eine lose Neuverfilmung von Drei Münzen im Brunnen (1954), der auch von Jean Negulesco inszeniert wurde.

## Handlung
Maggie, Fran und Susie sind drei abenteuerlustige Amerikanerinnen, die nach Madrid kommen. Maggie findet eine Anstellung als Sekretärin bei einer amerikanischen Nachrichtenagentur. Sie verliebt sich in den verheirateten Bürochef Paul Barton. Barton erkennt jedoch schnell, dass er seine Frau mehr liebt als Maggie, die sich daraufhin mit dem attraktiven Reporter Pete McCoy einlässt.
Fran, eine ambitionierte Sängerin und Tänzerin, hat eine kurze Affäre mit dem schüchternen Arzt Andrés Briones. Anfänglich noch abwehrend, verliebt sich Briones in Fran. Susie hingegen gerät an den windigen Playboy Emilio Lacaye, der sich, entgegen seinen Gewohnheiten, wirklich in sie verliebt. Bei einer Party, die Barton vor seiner Rückreise in die USA gibt, kommen die drei Pärchen wieder zusammen.

## Kritik
Das Lexikon des internationalen Films beschrieb den Film als steril geratene Hollywood-Komödie, die hinter Negulescos inhaltlich verwandtem Erfolgsfilm „Drei Münzen im Brunnen“ weit zurückbleibt.
A. H. Weiler von der New York Times befand, dass zwar Spanien nie lieblicher ausgesehen habe, aber auch, dass die banale Romanze dieses wiederaufbereiteten Werkes die Reise ziemlich unnötig mache.
Der Evangelische Film-Beobachter kommt zu dem Schluss, bei dem Streifen handle es sich um einen Unterhaltungsfilm mit schlechten Schlagereinlagen und den übrigen Sentimentalitäten.

## Auszeichnungen
1966 wurden Lionel Newman und Alexander Courage in der Kategorie Beste Filmmusik für den Oscar nominiert.

## Hintergrund
Die Premiere hatte der Film am 25. Dezember 1964 in New York. In Deutschland wurde er erstmals am 26. März 1965 in den Kinos gezeigt.
Gedreht wurde die Produktion der 20th Century Fox in Madrid und Toledo.
Einen Gastauftritt hatte der spanische Flamencotänzer Antonio Gades.
Ann-Margret sang vier Songs, die von Sammy Cahn und Jimmy Van Heusen komponiert wurden: Everything Makes Music When You're in Love, Next Time, den Titelsong The Pleasure Seekers und Something to Think About.